# Szał jedzenia

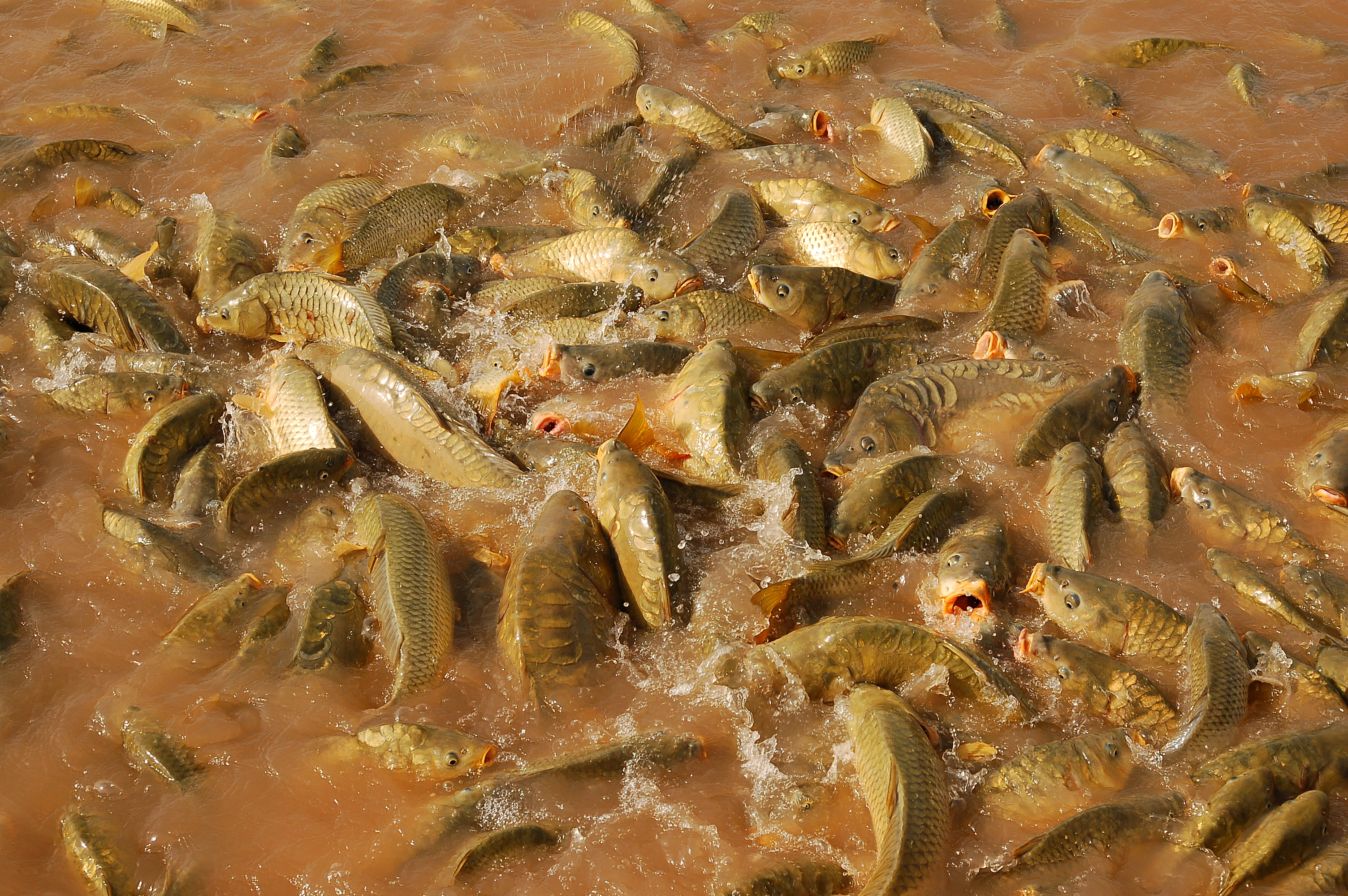
Karpie (Cyprinus carpio) w szale jedzenia w stawie Pałacu Królewskiego Agdal w Marrakeszu w Maroku.

Szał jedzenia – zachowanie zwierząt polegające na gwałtownym przyjmowaniu dużych ilości pokarmu w krótkim czasie. Następuje najczęściej, gdy duża liczba osobników tego samego lub pokrewnych gatunków pojawi się u źródła pokarmu, współzawodnicząc o nie. Może być wywołane także przez krótkotrwałe, obfite występowanie pokarmu.  
Przykładami popadania w szał jedzenia może być konkurencja o pożywienie wśród rekinów czy piranii. Tworzenie bogatych w biomasę ławic przez szczętki wywołuje ten popęd u wielu gatunków drapieżnych ryb, wielorybów jak i ptaków morskich. 
W przenośnym sensie termin używany jest jako opis sposobu odżywiania się człowieka – krótkotrwałego zjadania produktów odżywczych w nadmiernych ilościach.